# Dolomedes fernandensis
Espèce
Dolomedes fernandensis est une espèce d'araignées aranéomorphes de la famille des Dolomedidae.

## Distribution
Cette espèce est endémique de Bioko en Guinée équatoriale.

## Description
La femelle holotype mesure 30 mm.

## Systématique et taxinomie
Cette espèce a été décrite par Simon en 1909.

## Étymologie
Son nom d'espèce, composé de fernand[o] et du suffixe latin -ensis, « qui vit dans, qui habite », lui a été donné en référence au lieu de sa découverte, Fernando Poo.

## Publication originale
- Simon, 1909 : « Arachnides recueillis par L. Fea sur la côte occidentale d'Afrique. 2e partie. » Annali del Museo Civico di Storia Naturale di Genova, vol. 44, p. 335-449 (texte intégral).